# Síndrome de dumping
A síndrome de dumping é uma complicação gastrointestinal oriunda de operações para obesidade, mas também pode ocasionar-se como consequência de danos no nervo vago. Seu diagnóstico é realizado primordialmente através da aplicação de questionários baseados em pontuações.
A síndrome de dumping pode ser consequência da realização de operações bariátricas e sua prevalência pode chegar a até 50% em gastrectomias parciais. É, provavelmente, a mais comum das síndromes que sucedem a gastrectomia. Foi descrita pela primeira vez em 1913 por Hertz, que correlacionou os sintomas com o esvaziamento gástrico acelerado. O termo dumping foi introduzido por Mix, em 1922, após reconhecer o rápido esvaziamento gástrico em seriografias nestas condições.
Ela caracteriza-se por um conjunto de sintomas vasomotores e gastrointestinais, associados ao esvaziamento gástrico rápido ou à exposição súbita do intestino delgado aos nutrientes. .
A presença súbita do conteúdo gástrico na porção proximal do intestino delgado tem como resposta fisiológica a liberação de bradicinina, serotonina e enteroglucagon, juntamente com líquido extracelular, levando ao sintomas iniciais (necessidade de deitar, palpitação, hipotensão arterial, taquicardia, fadiga, tontura, sudorese, dor de cabeça, rubor, calor, sensação de saciedade, dor e plenitude epigástrica, diarreia, náusea, vômito, cólica, inchaço, e borborigmo) em menos de 30 minutos, e dentro de 90 minustos a 3 horas, aos sintomas tardios (transpiração, tremor, dificuldade em concentrar-se, perda de consciência e fome) devido à alta secreção de insulina provocando a hipoglicemia.
A síndrome de dumping foi detectada como oriunda da realização de operações para obesidade, como a cirurgia bariátrica. Ela ocorre com mais frequência após técnicas combinadas, podendo apresentar sintomas gastrointestinais e autonômicos, manifestando-se precoce ou tardiamente. Os sintomas precoces envolvem o esvaziamento rápido do conteúdo hipoosmolar do estômago para o intestino delgado, sintomas gastrointestinais como náuseas, cólica e diarreia. Sintomas vasomotores tardios estão relacionados ao aumento dos níveis de insulina, seguidos por hipoglicemia reativa, embora outros hormônios, como glucagon, possam estar envolvidos.
A síndrome de dumping caracteriza-se por um conjunto de sintomas vasomotores e gastrointestinais, associados ao esvaziamento gástrico rápido ou a exposição súbita do intestino delgado aos nutrientes. Ocorre após gastrectomias parciais ou completas, tornando-se assim, complicação significante oriunda da realização de alguns tipos de cirurgia bariátrica envolvendo gastrectomia, mas também pode ocasionar-se como consequência de danos no nervo vago. Um estudo apontou uma frequência variando de 1-75% e de 25-30% em gastrectomias parciais e totais, respectivamente. Quanto ao bypass gástrico em Y-de-Roux, a incidência dos sintomas de dumping pode atingir valores de 75,9%.
Amdrup, por sua vez, afirmou que a síndrome pode ocorrer em indivíduos que não realizaram operações gástricas; no entanto, o piloro, de certa forma, protege nosso organismo contra esses sintomas. Ferguson e colegas concluíram que a sua incidência foi menor para técnicas de ressecção segmentar nas quais o piloro foi mantido.
Zagury e colaboradores descreveram a síndrome de dumping como efeito colateral benéfico, visto que, auxiliaria na perda de peso dos pacientes que realizam operações gástricas, que tendem a limitar e restringir os alimentos ingeridos. Schauer e Marema associaram o reganho de peso apresentado por pacientes observados por dois a três anos à amenização dos sintomas de dumping. 
Michaud e colaboradores reportaram ser o tratamento cirúrgico para refluxo gastroesofágico a principal causa da dumping na infância embora outras causas raras existam ou até mesmo refeições inadequadas com alta osmolaridade. Holschneider et al.  relataram casos onde crianças com atresia esofágica apresentavam a síndrome de dumping com ausência dos principais fatores desencadeantes, como operação para refluxo gastroesofágico. Estudos experimentais em ratos com atresia esofágica feitos por Tugay et al.  diagnosticaram um defeito na contração da musculatura do fundo gástrico, resultando em atraso do esvaziamento gástrico.

## Diagnóstico
O diagnóstico clínico da síndrome só foi possível a partir de 1970. Sigstad  buscou estabelecer critérios que permitissem a diferenciação dos sintomas, uma vez que até então todos os sintomas apresentados por pacientes gastrectomizados os classificavam como dumpers. Através da correlação entre os sintomas e a redução do volume plasmático, o autor estabeleceu associação de sintomas que se relacionavam de forma que quanto maior a queda do volume plasmático, maior era o índice determinado pelo escore de sintomas, tornando possível diagnosticar clinicamente os pacientes dumpers e não-dumpers. 
Para o diagnóstico têm sido utilizados questionários baseados em sintomas, como o escore de Sigstad de pontuação, questionário de Arts de dumping, para identificar os sintomas clinicamente significativos. 
O sistema de pontuação de Sigstad baseia-se na ocorrência de diferentes sintomas sugestivos da síndrome. Pontuações maiores ou equivalentes a sete, após a ingestão de glicose, são consideradas de positividade diagnóstica. 
Em 1970, Sigstad  também estudou uma maneira de estabelecer critérios que possibilitassem o diagnóstico clinico da síndrome, uma vez que até então todos os sintomas apresentados após a realização de gastrectomias eram tidos como tal. Através da correlação entre os sintomas apresentados pelos pacientes e a redução de seu volume plasmático, foi possível estabelecer associação de sintomas, de forma que, quanto maior a queda apresentada pelo volume plasmático, maior o índice determinado pelo score de sintomas. Com base na elaboração desse escore tornou-se possível distinguir clinicamente pacientes dumpers de não-dumpers através da obtenção de valores maiores ou iguais a sete e menores que sete, respectivamente.
A confirmação precisa do diagnóstico é obtida através da realização do teste oral de tolerância à glicose, onde são administrados 50 g de glicose com água, e avaliados a glicemia, o hematócrito e a pulsação do paciente durante 3 h em intervalos de 30 min. O diagnóstico é considerado positivo se houver hiperglicemia inicial e hipoglicemia final (<60 mg/dl ou 3,33 mmol/l), elevação inicial do hematócrito em mais de 3% ou aumento na taxa inicial de pulsação maior que 10 bpm. 
Além da anamnese e aplicação do Escore de Sigstad e o teste de tolerância à glicose, são utilizados para o diagnóstico de síndrome de dumping o teste do jejum, níveis de HbA1C, cintilografia com alimentos monitorados, quantificação de ar expirado e teste de respiração com ácido. Para o diagnóstico diferencial podem ser realizadas a administração de insulina exógena, medição de sulfoniluréias, pró-insulina e peptídeo-C, provas pancreáticas de imagem e estimulação arterial seletiva com cálcio para determinação da insulina.
No estudo realizado por Loss et al., 80% dos pacientes dumpers alegaram melhora dos sintomas após cerca de 30 min de seu início; desses, 20% afirmaram estimular o vômito, 63% adotavam o decúbito dorsal e 70% disseram adotar mudanças em sua dieta para evitar ou mitigar os sintomas.

## Tratamento
O tratamento da síndrome de dumping baseia-se em retardar o esvaziamento gástrico4. Para pacientes com crises de intensidade leve a moderada, mudança na dieta já lhes é benéfica. Pectina, glucomanano, inibidor de alfa glicosidase e acarbose, também podem ser úteis para prolongar a absorção de carboidratos, reduzindo a glicose pós-prandial e a produção de insulina. 
Como a terapia inicial consiste na adoção de medidas dietéticas, os pacientes são aconselhados a realizarem menores refeições com mais frequência (até seis por dia), evitar a ingestão de líquidos durante as refeições ou dentro das primeiras 2 h após. Além disso, são orientados a evitar açucares de absorção rápida e lactose. Outras opções podem ser consideradas, como a utilização de aditivos alimentares viscosos - pectina, goma de guar e glucomanano - juntamente com as refeições, para retardar o esvaziamento gástrico; contudo, eles são referidos como desagradáveis e menos eficazes no caso de gastrectomias parciais. A acarbose - inibidor de alfa-glucosidase intestinal - também pode ser utilizada para retardar a digestão de carboidratos, mas seu uso é limitado pela falta de eficácia para sintomas precoces, bem como a ocorrência de efeitos colaterais de hidratos de carbono e má digestão, como flatulência e diarreia. Não havendo eficácia das medidas iniciais, podem ser usados análogos de somatostatina, estes agentes são considerados os tratamentos mais eficazes para ambos os sintomas, precoces e tardios. Eles podem ser administrados por via subcutânea (três vezes ao dia) para síndrome precoce ou intramuscular a cada duas ou quatro semanas, como forma de liberação lenta, para síndrome tardia, devido a inibição da liberação de diversos peptídeos gastrointestinais. 
Quanto mais pacientes se submetem a cirurgia bariátrica como alternativa de tratamento para obesidade mórbida, maior o aumento com necessidade de revisão desses procedimentos. 
A terapia inicial é feita por agentes administráveis por via subcutânea de ação curta - por exemplo, 50 a 100 uh de octreotida -, e em caso de eficácia e tolerância, uma dose de liberação lenta de 20 mg administrada por via intramuscular. Em casos mais graves, podem ser considerados métodos cirúrgicos como a reconstrução de um reservatório gástrico, adicionar intervenção restritiva, desfazer a operação ou, se possível, inserir uma alça curta antiperistáltica. 
Operações reparadoras são alternativas de tratamento, mas reservadas apenas para pacientes gravemente afetados por sintomas incapacitantes. Contudo, seus resultados, muitas vezes, são irrelevantes e de eficácia limitada.  A revisão de qualquer operação bariátrica para síndrome de dumping, envolve estudo detalhado da anatomia existente incluindo revisão de registros médicos anteriores, quando disponíveis, bem como análise clínica aprofundada, seguida de exames do trato gastrointestinal superior.